# Walney
Walney (ang. Walney Island) – wyspa w północno-zachodniej Anglii, w hrabstwie Kumbria, w dystrykcie Westmorland and Furness, położona na Morzu Irlandzkim.
Wyspa ma powierzchnię 13,27 km². Rozciąga się z północy na południe na długości około 12 km i liczy do 1,5 km szerokości. Od lądu oddziela ją wąski kanał Walney Channel (w najwęższym miejscu około 200 m szerokości). Na wyspę prowadzi jeden most – Jubilee Bridge.
W 2021 roku wyspa liczyła 10,519  mieszkańców. Ludność skoncentrowana jest w środkowej części wyspy, w Vickerstown, stanowiącym dzielnicę miasta Barrow-in-Furness. Północny i południowy kraniec wyspy objęte są ochroną jako rezerwaty przyrody.
Na wyspie znajduje się port lotniczy Barrow/Walney Island oraz latarnia morska Walney.